# Toporzeł
Toporzeł là một biểu tượng của Ba Lan, được tạo ra bởi Stanisław Szukalski vào năm 1935 như là huy hiệu của "Ba Lan thứ hai" tái sinh. Nó được tạo ra bởi sự kết hợp giữa rìu và đại bàng. Đầu có dạng móc, tượng trưng cho việc phá vỡ một truyền thống.
"Vì vậy, tôi mang đến cho bạn một biểu tượng đẹp, một con Đại bàng mới, thậm chí đơn giản hơn cả Piast, để bạn-người bị chiếm hữu, cũng là bạn, ý định về sứ mệnh của Rodoslawi, với một trái tim rộng mở mà họ đã chấp nhận trên biểu ngữ, một lời thú nhận chân thành của tinh thần yêu nước và chủng tộc, đây là dấu hiệu của Topor, đã trở thành Đại bàng. Hãy để Axor cho chúng ta tất cả, bất kể những con đường khác nhau để đạt được cùng một Lý tưởng, cảm hứng là cần thiết ngày hôm nay - S.Szukalski
Biểu tượng với một chữ thập được thêm vào, được gọi là "Topokrzyż", đã được biên tập trên tạp chí "Krak", được xuất bản bởi Szukalski. Nó chứa dòng chữ "GOJ - Gospodarczą Organizujmy Jedność" (nghe giống như "Goy" và có nghĩa là "Tổ chức đoàn kết kinh tế"), và được dùng để đánh dấu các cửa hàng không phải là người Do Thái.
"Topokrzyż" là biểu tượng mới được sử dụng bởi Pagan giáo hiện đại, tổ chức dân tộc như Hiệp hội Truyền thống và văn hóa "Niklot".